# Sauris mirabilis
Sauris mirabilis là một loài bướm đêm trong họ Geometridae.